# Тропический морской лещ
Тропический морской лещ (лат. Brama orcini) — вид лучепёрых рыб из семейства морских лещей.

## Описание
Длина тела до 42 см. Максимальный зарегистрированный вес 663 г. Тело высокое, сильно сжато с боков. Чешуя на теле взрослых особей без шипиков. Лоб немного выпуклый. Рыло тупое, рот конечный и косой. Глаза большие, овальной формы, расположены в середине головы; горизонтальный диаметр глаза равен или немного больше длины рыла. Верхняя губа срослась с головой чуть впереди передней ноздри. На челюстях в несколько рядов расположены мелкие зубы конической формы; клыковидных зубов нет. Зубы на нёбе и сошнике мелкие, иногда отсутствуют. Хорошо развиты глоточные зубы. На первой жаберной дуге от 12 до 16 жаберных тычинок. Спинной плавник с 33—36 мягкими лучами, начинается над основаниями грудных плавников. В передней части плавника лучи намного длиннее, чем в задней. В анальном плавнике 28—31 мягких лучей, в передней части лучи более длинные. Спинной и анальный плавники покрыты чешуёй, в их основаниях чешуйки не образуют борозды, в которую могли бы складываться плавники. Хвостовой стебель короткий и узкий. Хвостовой плавник вильчатый, верхняя лопасть удлинённая. Грудные плавники длинные с 18—21 мягкими лучами, расположены относительно высоко на теле. Брюшные плавники расположены под основаниями грудных плавников. Межплавниковая область узкая и плоская. В боковой линии 48—57 чешуй. Над боковой линией 10—15 рядов чешуй, а под боковой линией 13—16. Ряды чешуй под боковой линией идут косо. Позвонков 37—40.

## Ареал
Распространён в тропиках Индо-Тихоокеанской области. Обычно держится недалеко от берегов.

## Образ жизни
Это морской бентопелагический вид. Встречается на глубине от 1 до 1229 м.

## Тропический морской лещ и человек
Тропический морской лещ пригоден в пищу. Охранный статус вида не определён. Является объектом мелкого коммерческого промысла.